# Sud-Comoé
Sud-Comoé är en region i Elfenbenskusten. Den ligger i den sydöstra delen av landet, 270 km sydost om huvudstaden Yamoussoukro. Antalet invånare var 784 893 vid folkräkningen 2021. Arean är 7 252 kvadratkilometer.
Sud-Comoé delas in i departementen:
- Aboisso
- Adiaké
- Grand-Bassam
- Tiapoum